# Massimo il Greco
Massimo il Greco, oppure Maksim il Greco o Maksim Grek, nato come Mikhail Trivolis (Arta, 1480 – Monastero della Trinità di San Sergio, 21 gennaio 1556), è stato un umanista, linguista e religioso greco.

## Biografia

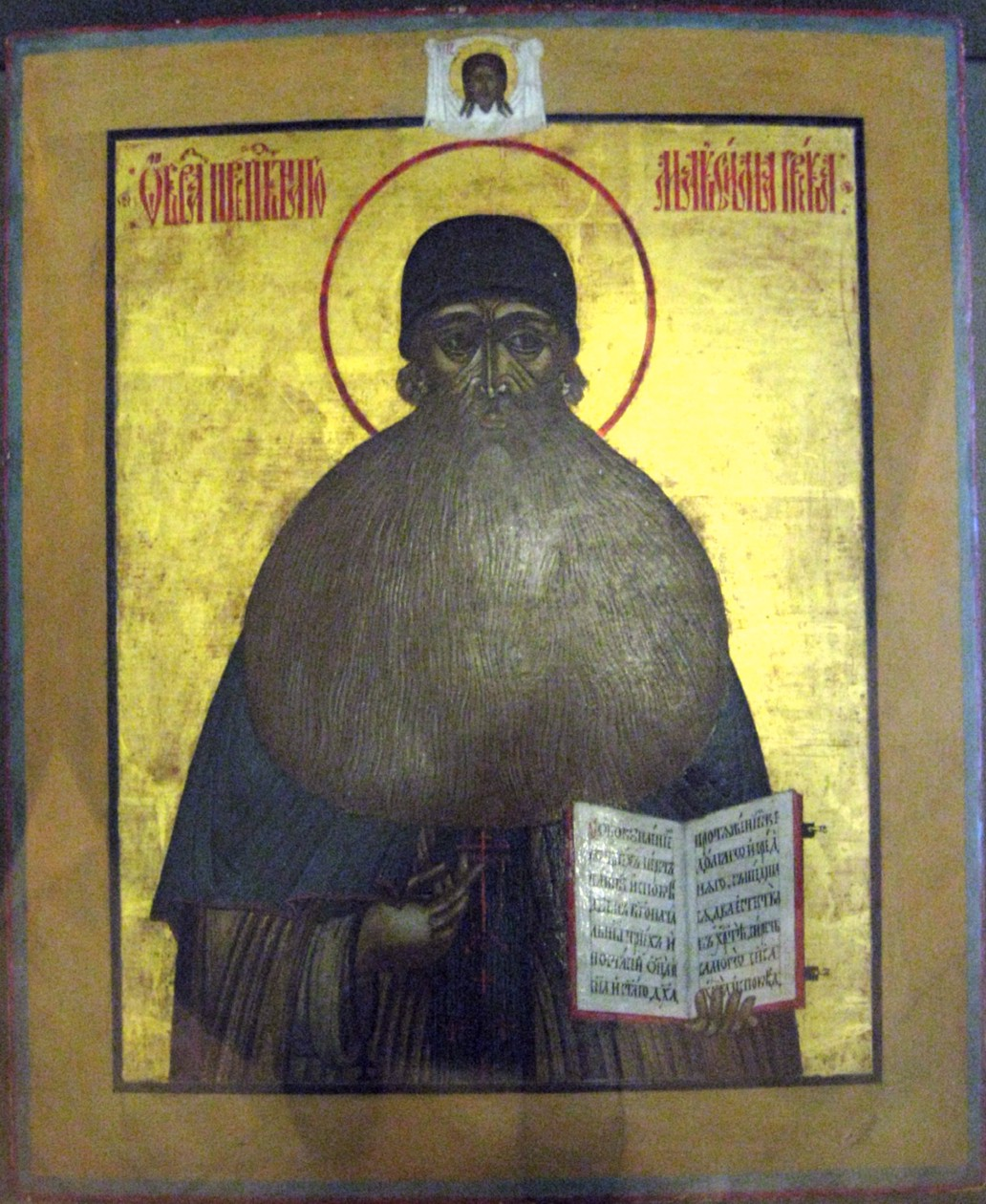
Massimo il Greco

Massimo il Greco fu un importante personaggio del movimento religioso-culturale del XVI secolo, che si distinse per la traduzione delle Sacre Scritture e della letteratura filosofico-teologica in lingua russa, contribuendo a diffondere la cultura bizantina in tutta la Russia.
Massimo il Greco, discendente da una famiglia benestante, era figlio di un ricco dignitario greco di Arta; studiò e si formò a Parigi, Padova, Bologna, Venezia, Firenze, sotto la guida di Andrea Giovanni Lascaris e Marsilio Ficino.
In Italia strinse amicizia con i principali studiosi e umanisti, come Aldo Manuzio, e seguì le prediche del riformatore Girolamo Savonarola, evidenziando interesse per l'umanesimo e per la Chiesa cattolica, ma trasferitosi nel monastero di Vatopedi sul Monte Athos, aderì alla Chiesa ortodossa.
Quando la Chiesa ortodossa russa e il Gran Duca di tutte le Russie Basilio III chiesero al Patriarcato ecumenico di Costantinopoli un esperto per revisionare i testi sacri russi e per partecipare alle discussioni riguardanti le eresie, Massimo il Greco fu scelto per il compito, abbandonando il Monte Athos nel 1516 per arrivare a Mosca agli inizi del 1518.
A Mosca, con la collaborazione dei segretari russi tradusse testi greci canonici, liturgici e teologici in russo ispirando il movimento culturale slavo e gettando le basi per la successiva teologia russa.
Daniele, il nuovo metropolita di Mosca, chiese a Massimo il Greco di tradurre la Storia della Chiesa di Teodoreto di Cirro, ma Massimo il Greco si rifiutò di farla, sottolineando che erano incluse lettere dell'eretico Ario e questo fatto non era positivo per i semi-letterati. Il suo rifiuto provocò una frattura tra Massimo il Greco e il metropolita.
Massimo il Greco nelle sue opere affermò con spirito polemico che la Chiesa dovrebbe praticare la povertà e sospendere lo sfruttamento feudale dei contadini.
Inoltre Massimo il Greco dimostrò grande zelo nell'impegnarsi per il miglioramento morale del popolo russo attraverso i suoi scritti e sermoni, combattendo le superstizioni diffuse tra il popolo in quell'epoca.
Il fervore con il quale eseguì il suo compito lo mise in difficoltà, perché i dibattiti religiosi avevano anche una valenza politica e in un sermone, fondamentalmente allegorico, criticò la situazione contemporanea accusando «le mancanze dei sovrani e dei governi degli ultimi tempi»,con qualche riferimento alle intenzioni di Basilio III di divorziare dalla moglie, a causa della sua infertilità.
Questo fatto suscitò la contrarietà del Gran Duca di tutte le Russie Basilio III e anche delle autorità ecclesiastiche, a causa di qualche traduzione sospettata di non essere rispettosa della tradizione, quindi nel 1525 Massimo il Greco fu arrestato da Daniele, metropolita di Mosca e condannato nel 1531 a venti anni di reclusione nel monastero di Volokolamsk, vicino a Mosca.
Durante la detenzione, Massimo il Greco continuò a lavorare alle opere teologiche e quando fu liberato, nel 1551, il suo prestigio era grande.
Lo zar Ivan il Terribile gli rese gli onori pubblicamente, però le opinioni politiche di Massimo il Greco vennero censurate.
Durante gli ultimi cinque anni della sua vita, Massimo il Greco si ritirò nel monastero della Trinità di San Sergio, nella città di Sergiev Posad, situato a 71 km a nordest di Mosca, dove fu sepolto e nei secoli venerato come santo.

## Opere principali
- Sochinenīiia prepodobnago Maksima Greka v russkom perevodiiee;

- Slovo prostrannee izlagajušče, s žalostiju, nestroenija i besčinija carej i vlastej poslednego žitija (Sermone che narra diffusamente, con rammarico, i disordini e le mancanze dei sovrani e dei governi dell'ultimo tempo).